# Порт-Артур (микрорайон Челябинска)
Порт-Арту́р, или просто Порт — микрорайон Ленинского района города Челябинска. Расположен с восточной стороны северной части железнодорожной станции Челябинск-Главный (напротив железнодорожного вокзала). Возник на месте одноимённого посёлка, преобразованного из станицы Шугаевской.

## История
Станица Шугаевская (мельница Шугаевых находилась на территории современного села Долгодеревенского ещё в XVIII веке) возникла на границе земли Челябинской станицы с Сибирской слободою в привокзальной части Челябинска на стыке XIX и XX веков. Предположительно, в первую годовщину падения крепости Порт-Артура на Дальнем востоке — в 1906 году. Входил в Долгодеревенский станичный юрт (всего 22 посёлка) [1]. Межою служила улица Граничная (ныне ул. Пограничная).
Большинство населения станицы составляли казаки, принимавшие участие в защите крепости Порт-Артур как с суши, так и на море. По официальным данным, более 20 тыс. человек, найдено 1579 фамилий, среди них 67 награждённых [5].
Представлял собой «обширную площадь, застроенную в высшей степени бессистемно самыми разнообразными постройками, начиная от тесовых изб с палисадниками и кончая лачугами, сложенными из гнилых ж/д шпал». «Быт и нравы жителей посёлка соответствуют жизни бедных жителей городских окраин. Посёлок пользовался худой славой. Здесь скрывалось немало преступных людей.»[3]
В 1857 году [2] было принято решение об установке досок с названиями улиц.
С 1900 года, с начала строительства Сибирской железной дороги, территория посёлка была сдана в аренду железнодорожникам.
К 1926 году практически все старинные названия в исторической части были переименованы.
В 1911 году Шугаевская станица включён в городскую черту — часть территории современного Ленинского района Челябинска.
11 декабря 1924 года секция городского хозяйства предложила Челябинскому горсовету переименовать посёлок Шугаевский в рабочий посёлок «имени тов. Лепешкова» [4].
Многие годы Шугаевская станица был составной частью Железнодорожного посёлка, затем частью Железнодорожного района (в настоящее время — часть Советского и Ленинского районов Челябинска).
Со второй половины 80-х годов XX века район застроен современными домами. Микрорайон носит наименование «Порт-Артур».
В 2005 году, в честь столетней годовщины исторического сражения у крепости Порт-Артур на Дальнем Востоке в микрорайоне «Порт-Артур» (предложение не окончено?)